# 法胜大师
法胜 (Dhammajayo)（1944年4月22日—）， 俗名差雅朴·苏惕婆 (Chaiyabun Suddhipol) ，是位泰国南传佛教比丘，曾获得泰国佛教僧团授予的帕帖雅玛哈幕尼[Phrathepyanmahamuni] 僧衔。
法胜曾兩度担任泰国佛教寺院法身寺的住持，首次在1999年退院，其後在2006年至2011年12月再次擔任住持一職。2016年12月，他被委任为该寺院的荣誉住持。 同時，他也是法身基金会的主席。法身寺与法身基金会都是法身法门体系的传承的一部分。他是詹∙孔诺雍八戒女的学生之一，且是教导入法身法门静坐法最著名的导师。
法胜曾受到外界严厉的批评和一些政府的回应。麦克丹尼尔（McDaniel）:110 认为，尽管已牵涉这些争议中，他仍然可能是“在现代社会中，最具政治、经济、教育和社会参与性的比丘”。

## 早期生活与背景
法胜大师出生于1944年4月22日，泰国的信武里府，其俗家名字： 差雅朴·苏惕婆 ，父亲兼勇·苏惕婆（Janyong Sutthiphon）；母亲祖丽·苏惕婆（Juri Sutthiphon）:20 他的父母都是老松人里的泰国华裔, 且在他幼年时就已离异。差雅朴是由父亲抚养长大，其父亲在泰国政府机构里担任工程师。:33 差雅朴因眼睛对阳光敏感，自年幼就配带了太阳眼镜。
在法身寺里的刊物里，差雅朴是被形容为一个勇敢的孩子，他经常与其朋友玩些具危险性的游戏。在刊物里也提到，他有时候也具有预见的能力。:33当他还在笋库腊·维踏雅莱中学念书时，那所中学的拥有者经常带差雅朴到萨腊·帕统皇宫，在那里他经常会遇见僧众。这也启发他自幼就对佛教产生兴趣。他与同学朋友们一起在学校里设立了一个佛教青年社团。:24–7:48 差雅朴培养了浓厚地阅读嗜好，特别喜欢阅读与佛教、宗教、政治，以及世界出色顶尖人物的书籍。:33 他偶然发现了一本，有关于法身法门体系传承的创始人-隆普唆·湛塔萨罗的教导书籍和一本詹·孔诺雍八戒女事迹的杂志。
1963年，他报读了泰国农业大学的经济系后，也开始参访北榄寺。就在这里他第一次遇见了詹八戒女，她是隆普唆·湛塔萨罗的得意弟子。当时隆普唆·湛塔萨罗已圆寂了。 而詹八戒女能够回答差雅朴在心中一直以来存在的深奥疑问，这让差雅朴更想透过静坐，知道的更多。在詹八戒女的监督下，差雅朴对佛教，有了更深层地了解。:32–7
差雅朴认识了许多在泰国农业大学和其他大学里，对静坐感兴趣的同窗与学生。并鼓励他们一起跟詹八戒女学习静坐。:111 其中一位早期相识，后来剃度为比丘，协助法胜大师建筑一所修行中心的帕蒂·彭萨哇（Phadet Phongsawat）。自其剃度出家后，逐渐就成为众人所认知的法身寺副住持-“施命大师”。在差雅朴遇见帕蒂时期，帕蒂涉及了学习巫术  , 且经常在同窗们面前展示。在法身寺的传记中提到，每当差雅朴参与他的巫术展示时，他的巫术就不灵验了。所以帕蒂就对差雅朴感到很好奇。在一次同学聚会上，帕蒂劝差雅朴喝酒时，差雅朴拒绝了 ，并说明他对持守佛教五戒的坚持。为了测试差雅朴，帕蒂决定带他去见自己的巫术导师。然而，有差雅朴在场时，就连他的巫术导师，也无法施展其巫术。这就让帕蒂信服了，要向差雅朴学习法身法门。就是这个转捩点，让帕蒂一直成为差雅朴的弟子与得力助理，:33:40–1 并建立起一份坚固的友情。:132

## 出家为僧
在上大学时期，差雅朴曾想休学出家为僧。詹八戒女与差雅朴的父亲都劝说他先完成他的大学学业，若差雅朴能具备世俗与心灵方面的知识，就能为社会带来更多的利益。在大学时期，他将愿以终身修梵行的誓愿，当做送给詹八戒女的生日礼物。这也启发了詹八戒女的其他许多弟子，在接下来几年里，都效仿他的做法。:35 在他完成泰国农业大学经济系的学位后，他于1969年8月27日在北榄寺剃度出家为比丘，获赐法号“法胜”，意为‘以法得胜’。 在当时泰国，拥有一纸大学文凭，能确保那个人，能在社会上具良好的仕途。这也使差雅朴的出家决定，更为坚定了。 在他的出家仪式中，法胜比丘立誓将会为佛教带来繁荣与进步。
出家后，他与詹八戒女就开始一起教导入法身法门的静坐法。初期，静坐班是在北榄寺内一栋名为“佛法实践之家”的小房子里开办。但因为两位导师受欢迎的程度，及学习者的日益增多，使他们也考虑另建新寺院。 刚开始他们本想购买一块位于巴吞他尼府的田地，但其地主“坤莹”（Khun Ying）帕亚帕塔颇萨·韦素哈提卜地（ Prayat Phaetayapongsa-visudhathibodi）， 为了庆祝自己的生日，将一块比他们所要求的面积，还大四倍的土地送给了他们。1970年2月20日，詹八戒女、法胜法师、施命法师与其弟子们，一起搬入这块196泰亩的土地（313,600  平方米），准备建立一所修行中心。 一本有关于该倡议的书籍也被汇编出来，以激励人们来参与和协助修行中心的建设。:102–3 他们把这个地方变成了拥有运河系统的园林。该处就被命名为“法身寺”。:48

## 成为住持
参见：法身寺与法身寺的历史

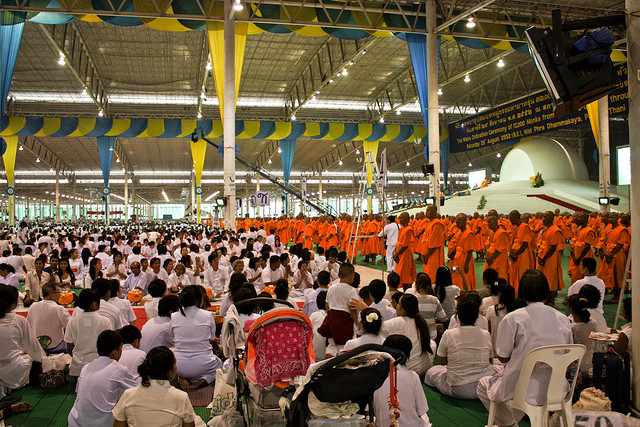
在泰国法身寺里，为几位比丘所主办的出家仪式

法胜比丘过后成为了寺院的住持，自此就被尊称为法胜大师（隆波·塔玛猜悠），在初期，詹八戒女还有一项重要的任务，就是募款与做决策。后来，她也因年事已高而逐渐退居到幕后且法胜大师也担任起较大的管理角色。 :41–3
二十世纪80年代（亚洲经济腾飞的时代），寺院的知名度提高了。:41, 662在80年代中期，在主办大型法会时，能吸引了500,000人来参与。
1997年亚洲金融危机过后,法身寺与法胜大师面对舆论广泛地批评和泰国僧伽最高理事会的调查。主要的批评是有关于寺院的募款方式不符合佛教的做法。其中一项被调查，是对法胜大师把捐赠给法身寺的土地归入自己个人名下的指控。 寺院方面否定此项指控，并阐释，是捐赠土地者本人的意愿，将土地供养给法胜大师，与寺院无关。在这段时间里，一封由泰国僧王签名的信件被泄露给媒体，内容暗示“法胜大师若不归还那些土地，就必须解除僧籍”。 然而，这封信的真实性遭到质疑。 最后，泰国僧伽最高理事会，公开宣布法胜大师并未违反任何僧众戒律(Vinaya).尽管如此，泰国的宗教事务局仍以挪用公款的罪名起诉了法胜大师，并罢免了他住持的僧职。:139:53–4
在这段时间里，泰国新闻记者采用轻蔑的言辞形容法胜大师，以及泰国僧伽最高理事会里的成员。全泰国的僧众领袖纷纷写信给泰国首相，担心媒体对僧伽的用语。 1997年，亚洲金融危机过后，  当时广泛性的负面媒体报道声明，使泰国寺院社区成为商业不法行为的戴罪羔羊。1999年，法身寺成功地对各种新闻媒体进行了几次成功的诽谤诉讼。 在同一年的一次采访中，法胜大师说明他了解政府对大型集会活动的焦虑，但仍然对这些争议感到困惑。

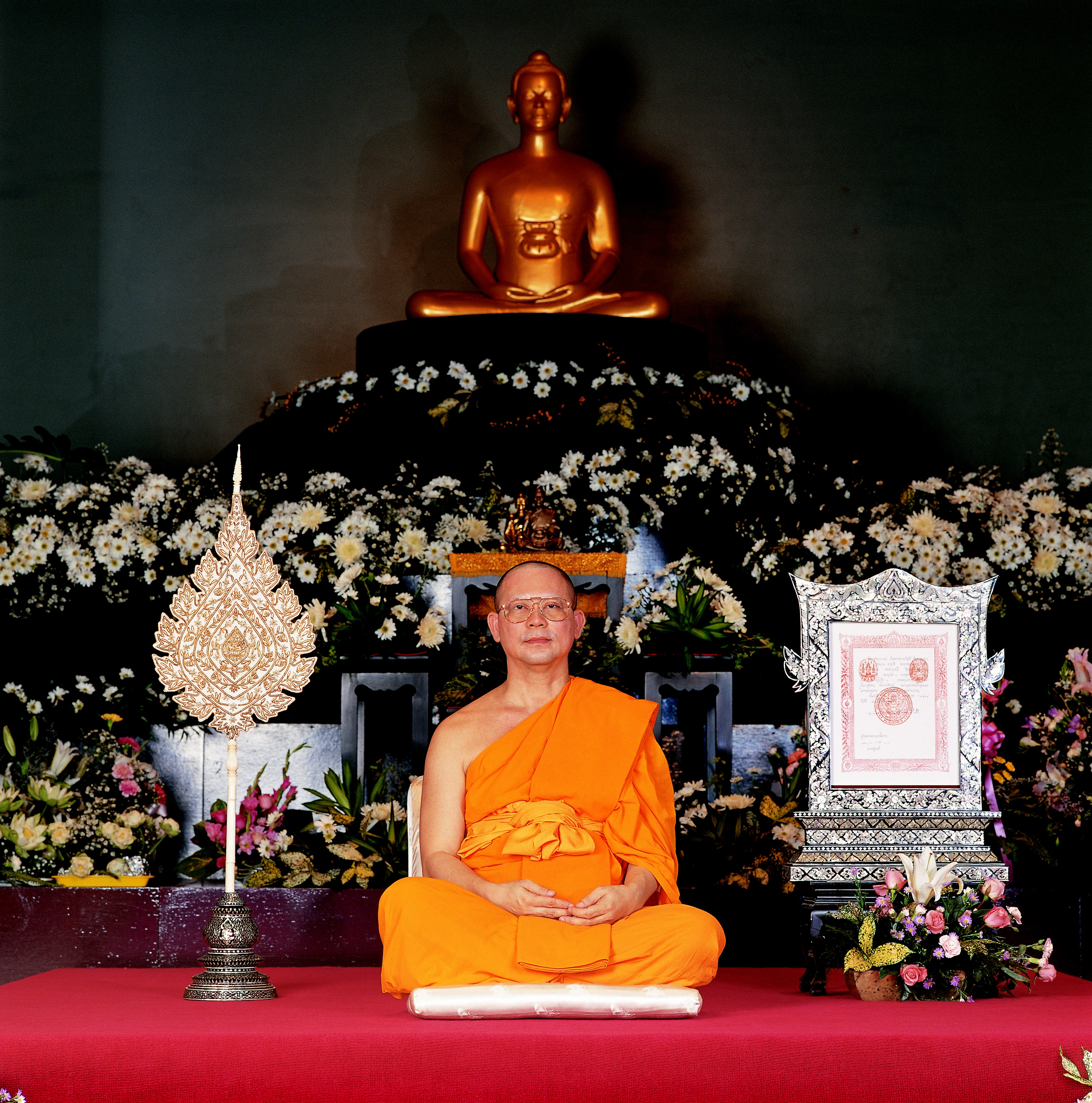
法胜大师坐在法身寺的戒堂里。

二十世纪初，法胜大师开始推行了一项全国性的弃酒焚烟活动。:424 此计划令世界卫生组织（WHO）在2004年，颁发了一个世界无烟日奖状来表扬他。 2005年，超过一百个宗教组织也加入了这项活动，且成功地阻止了一间泰国的酒精饮料公司泰国酿酒，在泰国证券交易所挂牌上市。那是泰国有史以来，最大的集资上市项目。
2006年，司法部长撤销了对法胜大师的诉讼，理由是法胜大师已将所有在他名下，具争议的土地，都转到了法身寺的名下。且继续此诉讼案，对大众也无益处。过后，法胜大师最终恢复了他的住持职务。
2011年，法胜大师卸下法身寺住持的职务，由施命大师接替为临时住持，当时知道此事者不多。2016年12月，法胜大师被巴吞他尼府的宗教省级主管委任为法身寺的荣誉住持。
2014年泰国军事政变之后，法胜大师面对新的调查。在实行军事独裁过后，军政府与宗教委员会创立了“国家改革理事会（National Reform Council）”，由前参议员 派部·尼提塔哇（Paiboon Nitiawan）、苏维·替啦谭莫法师（Phra Suwit Dhiradhammo）（曾名为卜塔·依萨啦法师（Phra Buddha Issara），是位活跃份子），及曾在泰国法身寺曾出过家的玛诺·劳哈哇腻法师负责。
2015年2月，派部·尼提塔哇领导一项失败的竞投决议，即企图重新审理1999年法胜大师牵涉于土地挪用的案件。同时，苏维·替啦谭莫法师要求泰国特别调查局（DSI），一个类似美国联邦调查局（FBI）的部门， 开始调查泰国僧伽理事会里每个成员的资产。这也包括了法胜大师出家时的戒师（为他人完成剃度出家仪式的法师）创·瓦啦班诺长老。
2015年，法胜大师被牵涉入空赞信用合作社的争议事件, 因当时有一笔11.37亿泰铢的支票，未经授权从空赞信用合作社（Klongchan Credit Union Cooperative，KCUC）被提出。且其中一部分总额超过一亿泰铢被发现是以供养的方式，捐赠给了法身寺。在抗辩中，法身寺的发言人，解释法胜大师并不晓得这批捐款是非法得来的。在一份与信用合作社的书面协议上，法身寺的支持者通过募款，并透过法身寺捐赠给空赞信用合作社（KCUC），来赔偿合作社的会员。
尽管如此，法胜大师还是被传召要到特别调查局的办公室里，承认有关非法所得与串谋洗黑钱的指控。寺院方面要求特别调查局到寺院里来，让法胜大师承认有关的指控，因他患了深静脉血栓，但此要求被当局拒绝了。当法胜大师无法出现在特别调查局，承认有关此指控时，当局发动了几次到寺院里搜捕他的行动。但都宣告失败。
虽然当局仍无法找到他，这次的对峙导致泰国军政府，在2017年，以临时宪法的第44条为由，对寺院进行了23天的封锁行动。许多记者都质疑行使第44条文的实用性，及动用了如此多的资源来逮捕一个人，以让他承认对非暴力犯罪的指控，并指出是否能在缺席承认指控的情况下，而审判他的可能性。
新闻分析员猜测，泰国军政府对寺院的行动了反映了一种政治需要，既掌控谁将被选为泰国下一任的泰国僧王。下一位准僧王就是创·瓦啦班诺长老，他是法胜大师的出家戒师。选择创·瓦啦班诺长老，意味着下一任僧王，是来自泰国玛哈·尼柯耶的佛教部派，而非塔玛由提卡派。从历史上来看，这都是泰国政府与君主制度的首选。事实上，泰国军政府已经撤销了创·瓦啦班诺长老的任命，而由另一位来自塔玛由提卡部派的候选人则被任命。事实上，这起针对法胜大师的诉讼和他与创·瓦啦班诺长老的联系，最终被军政府以此为由，撤销了创·瓦啦班诺长老的提名。
在被封锁事件过后，仍有额外的指控。这一次也针对法身寺的副住持-施命大师，由于法身寺的两位荣誉住持和副住持都正在接受调查，军政府也无法成功地任命一个“局外人”来主持法身寺。军政府方面声称是有必要接管这所寺院，因为它对国家构成了安全威胁。

## 教导
法胜大师因其对入法身法门静坐法的教导而闻名。在弘扬佛教方面，他强调回归到最原始的佛教，如佛陀时代一样。他也反对保护性的法术与预言，并将其称为佛教会逐渐趋向衰败的迹象。:112 许多寺院的追随者相信，他的每项计划。都是源自他在静坐中“所见”的产物。:34
法胜大师以其现代化的媒体呈现与管理方式而闻名。简述法胜大师对佛教的态度，是将修梵行和静坐修行的生活，以及现代的个人伦理和社会的繁荣都结合起来。:131–2法胜大师经常使用正面的词语形容“涅槃”。宗教研究学者蕾切尔•斯科特（Rachelle Scott）指出，除了真正的自我，法身法门体系的传承为一个整体，法身寺经常将证入涅槃形容无上的幸福，并认为这也许可以解释为何学习入法身法门静坐法，为何如此受欢迎。:80法身寺教导静坐能如何改善身体健康与现代人生活的品质，法身寺将其方法与葛印卡的内观静坐法做了比较。:77法身寺注重于静坐，可以从几方面显示出来。与静坐有关的书籍与唯读光碟，可以在寺院周围的商店买到，且在每次寺院主办的集会，都会安排“静坐时段”。:242寺院强调集体静坐的效益，公开性集体静坐的教导对实践者的思想产生强大的影响。:95–6:389
法身大师在教导静坐方面，曾深受詹·孔诺雍八戒女的影响。他把入法身之法门静坐法转变成“落实在生活中的完全指南”（麦克丹尼尔McDaniel），强调将干净、整齐与宁静看作为一种道德，以及支持静坐修行的一种方式。:662:172简单来说，寺院的外观整齐，具有“当代美学”特色(斯科特-Scott)，它对实践者，尤其是现代曼谷中产阶级具吸引力。:56 实践者也被鼓励通过组织清洁活动令东西保持整洁。这些活动可以促进培养一种强烈的做事道德，其中，最卑微的工作被认为是最有价值和最有成效的。:101–3, 171
法身寺有个关乎未来的理想愿景。:124法身寺以注重静坐而闻名，特别是正定静坐法（以静坐方式让心灵获得宁静）:661透过法胜大师的教导，法身寺开始发展以一套更国际化的教导方式，来教导非佛教国家学员学习静坐，一种具宗教性但属于中性的教导技巧，适用于所有信仰或无信仰者。:48, 63, 71:242寺院强调，将佛教的教诲应用在日常生活中。这将能引领实践者和社会走向繁荣和幸福，而寺院也期待着对这一成果的高度承诺。:123 透过静坐、募款活动和当义工，寺院着重于“修功德”，:7:55, 92 并透过“因果之律”（业力的运作）解释“今世”与“来世”之功德果报的关系。:167在寺院里有个文化，就是在劝导人们修“布施”时，会“以“我胜利了”（“Cit-tam-me”-泰文音译）这个口号来表达，强化了个人性格，表达自己克服了内心的烦恼(巴利语: kilesa)。

## 赞誉
1994年，法胜大师获颁泰国朱拉隆功大学荣誉学士荣衔。:123–4:131 2013年，世界佛教僧团青年会 ( WBSY )，在第3届会议上颁发了“世界和平奖”给法胜大师，表扬他30多年来，在弘扬佛教方面所做出的贡献。:11 其他曾颁发给法胜大师的奖项，有由泰国众议院所颁发的埠塔∙坤奴帕坎（Phuttha-khunupakan）奖，为了表扬法胜大师，为泰国佛教徒提供了益处（2009）， 及由泰国佛统府所颁发的世界佛教领袖奖（2014）
帕帖雅玛哈幕尼（Phrathepyanmahamuni）僧衔，是由泰国僧伽向泰国王室提名批准后，再由僧伽授予法胜大师的第三个僧衔，为了表扬他对泰国佛教所做出的贡献。
以下曾赐予法胜大师的三项僧衔。
| 僧衔                                      | 获颁年份 |
| ----------------------------------------- | -------- |
| 帕素他玛雅呐帖啦（Phrasudharmayanathera） | 1991     |
| 帕啦帕瓦那威素（Phrarajbhavanavisudh）    | 1996     |
| 帕帖雅玛哈幕尼（Phrathepyanmahamuni）     | 2011     |

2017年3月，泰國國王拉玛10世批准了军政府领导人的请求，解除法胜大师的僧衔，因他不承认那些军政府所发出的指控。

## 刊物
- Luang Por Dhammajayo (2007) Pearls of Inner Wisdom: Reflections on Buddhism, Peace, Life and Meditation (Singapore: Tawandhamma Foundation)] ISBN 978-981-05-8521-1
- Luang Por Dhammajayo (2007) Tomorrow the World Will Change: A Practice for all Humanity (Singapore: Tawandhamma Foundation) ISBN 978-981-05-7757-5
- Luang Por Dhammajayo (2008) Journey to Joy: The Simple Path Towards a Happy Life (Singapore: Tawandhamma Foundation) ISBN 978-981-05-9637-8
- Luang Por Dhammajayo (2008) Lovely Love (Singapore: Tawandhamma Foundation) ISBN 978-981-08-0044-4
- Monica Oien (2009) Buddha Knows: An Interview With Abbot Dhammajayo On Buddhism (Patumthani: Tawandhamma Foundation)
- Luang Por Dhammajayo (2011) At Last You Win (Patumthani: Dhammakaya Foundation（英语：Wat_Phra_Dhammakaya#The_foundation）) ISBN 978-616-7200-15-6
- Luang Por Dhammajayo (2014) Beyond Wisdom (Patumthani: Dhammakaya Foundation（英语：Wat_Phra_Dhammakaya#The_foundation）) ISBN 978-616-7200-53-8
- 法胜大师（2008）《最后得胜 》（巴吞他尼府：法身基金会（英语：Wat_Phra_Dhammakaya#The_foundation））ISBN 978-974-10-0213-9
- 法胜大师（2009）《和平的太阳 》（巴吞他尼府：法身基金会（英语：Wat_Phra_Dhammakaya#The_foundation））ISBN 978-611-7200-05-2

## 另请参阅
- 詹∙孔诺雍
- 法身法门（英语：Dhammakaya_meditation）
- 法身寺

## 自传
- Tawandhamma Foundation (2007) The Sun of Peace （页面存档备份，存于） (Bangkok: New Witek) ISBN 978-974-88547-9-3
- John Hoskin and Robert Sheridan (2010) World Peace Lies Within: One Man's Vision （页面存档备份，存于） (Bangkok: Mark Standen Publishing) ISBN 978-616-7200-040